# Николс и Мэй
Николс и Мэй (англ. Nichols and May) — американский импровизационный комедийный дуэт, состоявший из Майка Николса и Элейн Мэй.

## История
Майк Николс и Элейн Мэй познакомились в начале 1950-х годов, будучи студентами Чикагского университета, и начали выступать в составе комедийной труппы Compass Players. Николс бросил учёбу в университете в 1953 году, и в 1954 году переехал в Нью-Йорк для того, чтобы изучать актёрское мастерство с Ли Страсбергом. Мэй продолжила своё обучение, а Николс вернулся назад год спустя, не найдя работу в Нью-Йорке.
В 1958 году Николс и Мэй покинули труппу Compass Players, сформировав собственный комедийный дуэт. Они переехали в Нью-Йорк, где прошли прослушивание у менеджера Джека Роллинза, который в течение нескольких недель организовал им выступления в рамках программ «Шоу Стива Аллена» и «Омнибус». В том же году Николс и Мэй отправились в тур по стране, вскоре выпустив свой первый альбом Improvisations to Music. Они также записали ряд короткометражных скетчей для радиопрограммы «Монитор».
В 1960 году Николс и Мэй поставили собственное шоу на Бродвее, «Вечер с Майком Николсом и Элейн Мэй», режиссёром которого выступил Артур Пенн. Оно шло с 8 октября 1960 по 1 июля 1961 года в театре Джона Голдена. Записанный на основе шоу альбом, An Evening with Mike Nichols and Elaine May, принёс Николсу и Мэй премию «Грэмми» за лучшее комедийное выступление. Их следующий альбом, Mike Nichols & Elaine May Examine Doctors, выпущенный год спустя, также получил номинацию на премию «Грэмми».
Николс и Мэй неожиданно завершили совместную деятельность в 1961 году, после чего на протяжении долгих лет отказывали обсуждать дуэт. Одной из причин их распада, который Николс описал как «катастрофический», и после которого впал в депрессию, он в 2003 году назвал сложность сохранения свежести их комедийного материала. В течение будущих лет Николс и Мэй несколько раз воссоединялись: для программы Джека Паара в 1964 году, президентской кампании Джорджа Макговерна в 1972 году, а в 1980 году вместе сыграли в постановке пьесы «Кто боится Вирджинии Вулф?».
После их распада Николс занимался режиссурой, тогда как Мэй преимущественно работала в качестве драматурга и сценариста. В 1996 году они впервые воссоединились для работы над совместным фильмом, комедией «Клетка для пташек», являвшейся ремейком французского фильма «Клетка для чудаков». Мэй написала к фильму сценарий, тогда как Николс выступил его режиссёром. Два года спустя они также воссоединились для фильма «Основные цвета», где Мэй вновь выступила в качестве сценариста, а Николс занял должность режиссёра.
В 1996 году телеканал PBS, в рамках сериала-антологии «Американские мастера», выпустил документальный фильм о дуэте под названием «Nichols and May: Take Two», режиссёром которого выступил Филлип Шоппер. После смерти Николса в 2014 году, сама Мэй сняла о нём документальный фильм, вышедший в 2016 году в рамках «Американских мастеров».

## Влияние
В качестве источников вдохновения Николса и Мэй называли Робин Уильямс, Лили Томлин, Вуди Аллен, Джерри Сайнфелд и Джон Малейни. Николс и Мэй также называются в качестве основателей «Века иронии» в комедии, в котором позже добились успеха Стив Мартин, Билл Мюррей и Дэвид Леттерман. Мартин описывает дуэт как «одними из первых, кто сатиризовал отношения между людьми. […] Они оказали влияние на всех нас, изменив облик комедии».
Сами Николс и Мэй в качестве источников своего вдохновения называли таких комиков, как  Сид Сизар, Имоджен Кока, Ленни Брюс и Морт Саль.

## Дискография
- Improvisations to Music (1958)
- An Evening with Mike Nichols and Elaine May (1960)
- Mike Nichols & Elaine May Examine Doctors (1961)
- In Retrospect (1962)